# Herz-Jesu-Krankenhaus Wien

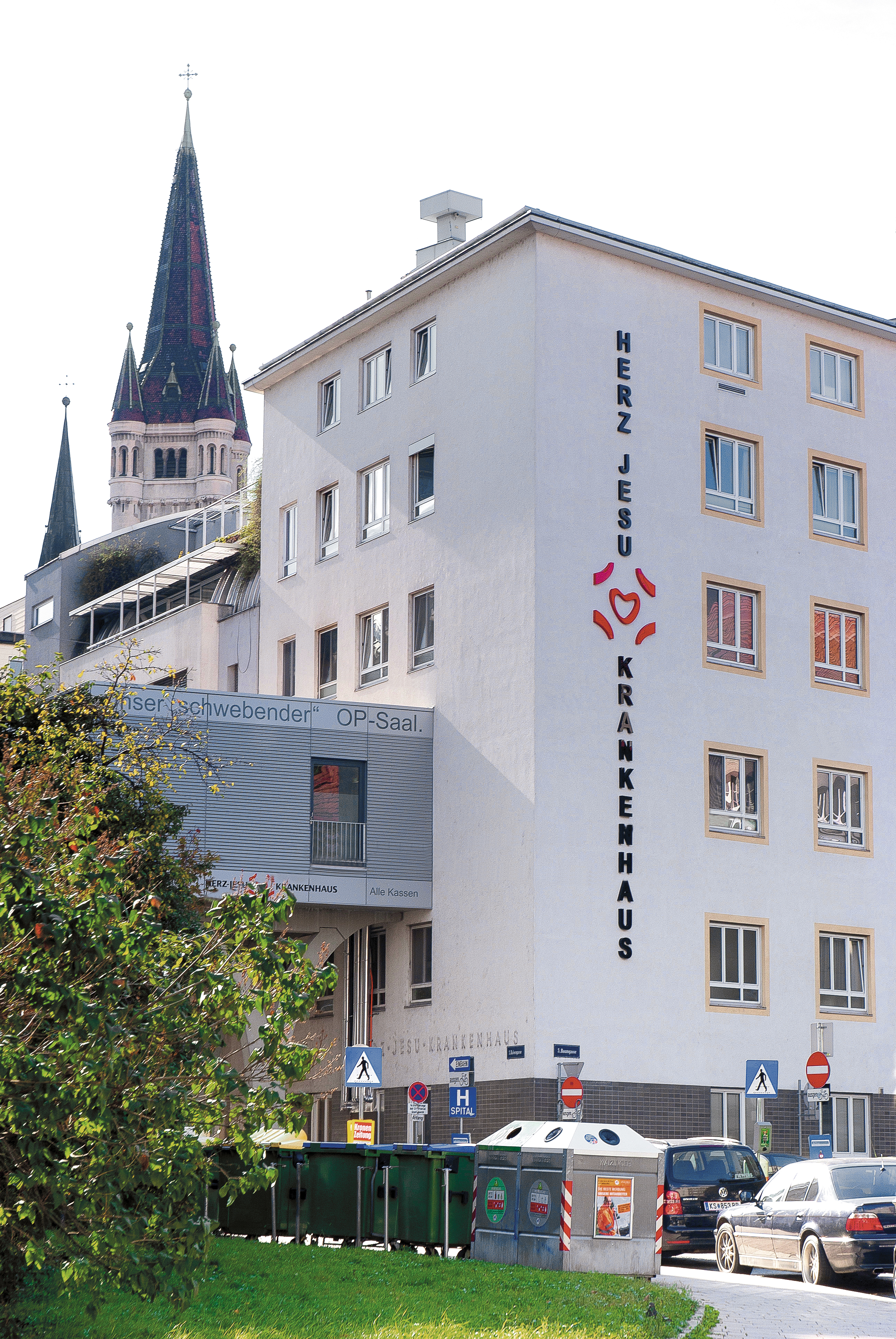
Herz-Jesu-Krankenhaus

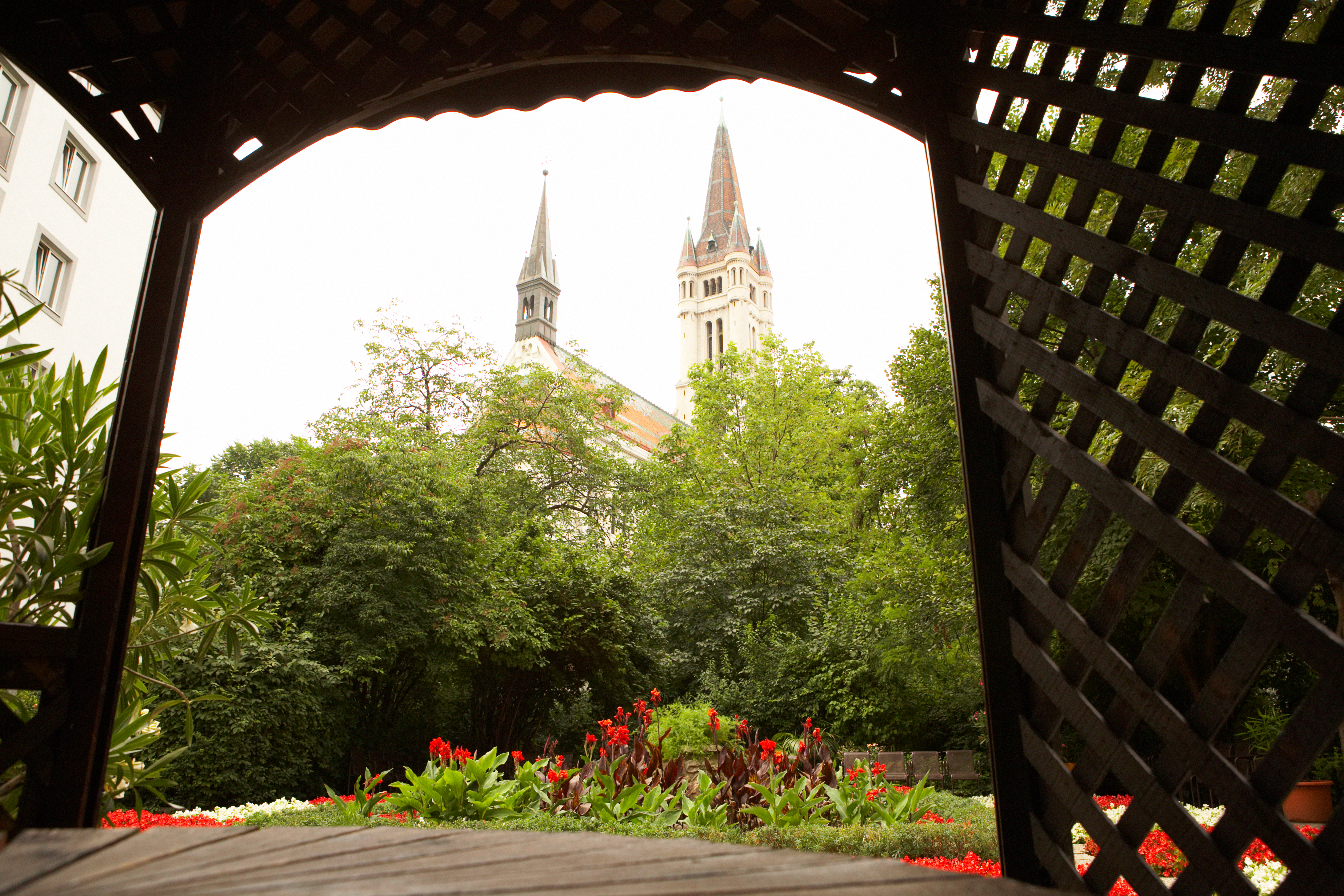
Herz-Jesu Kirche

Das Herz-Jesu-Krankenhaus ist ein gemeinnütziges Ordenskrankenhaus der Vinzenz Gruppe in der Baumgasse 20A im 3. Wiener Gemeindebezirk Landstraße. Das Spital verfügt über 168 Betten und beschäftigt 440 Mitarbeiter. Im Jahr 2015 wurden 5338 Operationen durchgeführt, 22.494 Menschen wurden ambulant und 12.894 stationär behandelt. 

## Geschichte
Die Kongregation der Dienerinnen des Heiligsten Herzens Jesu wurde 1866 von Abbè Peter Viktor Braun in Paris gegründet. Im Deutsch-Französischen Krieg lernte der Wiener Stabsarzt und Malteser, Baron Jaromír von Mundy (einer der späteren Gründer der Wiener Rettungsgesellschaft), die Herz-Jesu-Schwestern in einem Militärlazarett im Schloss Versailles kennen und schätzen. Er empfahl sie dem späteren Direktor der Rudolfstiftung Böhm, der sie zur Krankenpflege in sein Krankenhaus berief. 1873 trafen 13 Schwestern in Wien ein und begannen ihren Dienst bei den Kranken. Durch die steigende Anzahl der Schwestern wurde im Jahre 1890 der Bau des heutigen Mutterhauses in der Keinergasse (damals Provinzhaus) notwendig. Dieses Gebäude, in dem sich der älteste Teil des Krankenhauses befindet, steht heute unter Denkmalschutz, ebenso Kirche, Kloster und "Schule".
1906 wurde die Herz-Jesu-Kirche eingeweiht, und 1931 folgte die Eröffnung des Schulgebäudes mit Tagesheimstätte (Kindergarten und Hort). Im Juli 1920 wurde Ignaz Seipel, der von 1922 bis 1924 und 1926 bis 1929 Bundeskanzler in Österreich war, von Kardinal Friedrich Gustav Piffl zum Superior der Herz-Jesu Kongregation ernannt. Von 1920 bis 1932 wohnte er im Haus in der Keinergasse, in der heutigen Patientenlounge des Herz-Jesu-Krankenhauses.
Während des Zweiten Weltkrieges wurden alle entbehrlichen Räume des Klosters von der Wehrmacht für ein Reservelazarett beschlagnahmt. Schwestern übernahmen die Pflege der verletzten Soldaten. 
Als der Krieg zu Ende war zeigten die Schwestern auch weiterhin Bereitschaft, sich für das Gemeinwohl zu engagieren und gewannen Ärzte und Mitarbeiter. So wurde 1945 aus dem Lazarett ein privates, gemeinnütziges Krankenhaus.

## Gebäude und Verwaltung
Um Mitarbeitern eine Wohnmöglichkeit anzubieten, wurde 1989 das Personalwohnhaus errichtet. Heute befindet sich in diesem Bereich die Krankenhaus-Verwaltung. Im Jahr 2000 folgte der Trakt in der Rabengasse, der mit einer interdisziplinären Überwachungseinheit ausgestattet war. 
Das Krankenhaus wurde im Jahr 2007 aus personellen und betriebswirtschaftlichen Gründen in die Vinzenz Gruppe eingegliedert. Wie auch die Herz-Jesu-Schwestern davor, verfolgt die Vinzenz Gruppe das Prinzip der Gemeinnützigkeit. So arbeitet das Herz-Jesu-Krankenhaus auch heute noch nicht gewinnorientiert und steht allen Menschen offen.
2011 wurde der „Schwebende OP“ am Herz-Jesu-Krankenhaus angebaut. Von 2013 bis Anfang 2015 entstand auf dem Krankenhaus-Gelände ein neuer Gebäude-Komplex in der Rabengasse, der das Krankenhaus mit dem Verwaltungsgebäude verbindet. Im neuen Bereich sind die Intensivstation mit direkter Verbindung zum OP-Bereich, Patienten-Zimmer und Büros untergebracht. Der neue Gebäudekomplex in der Rabengasse bildete den Auftakt mehrerer Neugestaltungen im Krankenhaus. Im Sommer 2015 eröffnete das vergrößerte Herz-Jesu Café und der neue Mitarbeiterspeisesaal. Mitte 2016 entstand eine neue Krankenhausküche und ein neues Stiegenhaus im Verwaltungsgebäude. Im Oktober 2016 ist die neue Tagesklinik in Betrieb gegangen.
Seit Jänner 2017 ist das Herz-Jesu Krankenhaus Fachklinik für den Bewegungsapparat. Im Zuge dieser maßgeblichen Veränderung wurde die Orthopädische Abteilung aus dem Krankenhaus der Barmherzigen Schwestern ins Herz-Jesu Krankenhaus eingegliedert. Damit verfügt das Herz-Jesu Krankenhaus über ein umfassendes orthopädisches Angebot in zwei Abteilungen. Die Chirurgie ist mit Ende Dezember 2016 aus dem Herz-Jesu Krankenhaus in das Krankenhaus der Barmherzigen Schwestern gewechselt, wo mit 2017 eine Fachklinik für den gesamten Verdauungstrakt und urologischen Bereich, Onkologie und Psychosomatik etabliert wurde.

## Medizinische Fachgebiete und Ausstattung
Das Herz-Jesu Krankenhaus hat sich auf folgende Fachgebiete spezialisiert: Anästhesie, Intensivmedizin und Schmerztherapie, Orthopädie und orthopädische Chirurgie sowie Innere Medizin mit Department für Akutgeriatrie und Remobilisation.
Operative Eingriffe werden in bis zu sechs OP-Sälen durchgeführt, Tagesklinisch stehen weitere 2 Säle zur Verfügung. Ebenso gibt es einen Eingriffsraum in der ambulanz.

## Ambulanzen
- Orthopädische Ambulanzen: Allgemein-Orthopädische Ambulanz, Ambulanz für künstlichen Gelenksersatz, Handambulanz, Fußambulanz, Schulter- und Sportambulanz, Interdisziplinäre Rheuma-Ambulanz, Ambulanz für individualisierte Knieendoprothetik, Sportambulanz für rekonstruktive Kniechirurgie, Ambulanz für minimalinvasive Hüftendoprothetik
- Innere Medizin: Rheumaambulanz, Diabetes- und Stoffwechselambulanz, Osteoporoseambulanz, Interdisziplinäre Rheuma-Ambulanz, Schlaflabor-Ambulanz & pulmologische Ambulanz

## Spezielle Bereiche
Operationen können tagesklinisch durchgeführt werden. Das bedeutet für die Patienten Aufnahme und Entlassung am selben Tag.
Im Schlaflabor werden schlafstörende Ereignisse diagnostiziert und individuelle Therapien erstellt. Das Labor ist auf die Behandlung der Schlafapnoe spezialisiert.

## Zertifizierungen
Das Herz-Jesu-Krankenhaus erhielt in den Jahren 2010 und 2013 offiziell das Qualitätszeugnis nach pCC inklusive KTQ.